# Heather Moyse
Heather Moyse OPEI (* 23. Juli 1978 in Summerside, Prince Edward Island) ist eine kanadische Bobsportlerin, Rugby-Spielerin, Radsportlerin und Leichtathletin.

## Werdegang
Moyse gehörte seit 2004 dem kanadischen Rugby-Nationalteam der Frauen an und bestritt 15 Länderspiele. Sie spielt sowohl als Fullback im Rugby-Union-System, wie auch im Siebener-Rugby. Während der Weltmeisterschaften 2006 in Edmonton war sie die erfolgreichste Teilnehmerin und erzielte mit 35 in sieben Versuchen die meisten Punkte. Als einzige Vertreterin ihres Teams wurde sie in das Allstar-Team der WM gewählt. Als Leichtathletin nahm sie 1997 an den Canada Games teil, wo sie ihre Heimatprovinz Prince Edward Island als Sprinterin vertrat und noch heute die Rekorde im 200-Meter-Lauf und im Dreisprung hält.
Ihre größten Erfolge feierte Moyse im Bobsport, den sie seit August 2005 betreibt. Gleich in ihrer ersten Saison gewann sie nicht nur mit ihrer Pilotin Helen Upperton die kanadischen Meisterschaften, sie wurde auch Zweite des Gesamtweltcups. Dabei gelang dem Doppel in St. Moritz ein Sieg, in Königssee und Igls wurden sie Zweite und gleich in ihrem ersten Rennen in Calgary Dritte. Höhepunkt wurde die Teilnahme an den Olympischen Winterspielen 2006 in Turin, wo Upperton/Moyse hinter Gerda Weißensteiner und Jennifer Isacco als Viertplatzierte nur um 0,05 Sekunden die Bronzemedaille verpassten. Dennoch konnten sie einen olympischen Startrekord aufstellen. Nach den Spielen kam es nur noch zu sporadischen Einsätzen an der Seite Uppertons, kurzzeitig fuhr Moyse auch mit Lisa Szabon und Amanda Stepenko. Seit der Saison 2009/10 fährt Moyse häufiger an der Seite von Kaillie Humphries, mit der sie bei der Bob-Weltmeisterschaft 2009 in Lake Placid Fünfte wurde und im Dezember 2009 in Altenberg erstmals einen Weltcup gewann. Ihren größten Erfolg feierte Moyse gemeinsam mit ihrer Pilotin Humphries mit dem Sieg bei den Olympischen Winterspielen 2010 in Vancouver. Bei Bob-Weltmeisterschaft 2011 am Königssee erreichte das Duo den Bronzerang.
Moyse musste in der Folge wegen einer Schulterverletzung, die sie sich im Rahmen des Rugby-Weltcups zugezogen hatte, für einige Monate im Bobweltcup aussetzen. Im Herbst 2013 kam sie zurück ins Kanadische Bobteam. Schnell kam sie zurück zu alter Form und konnte bei den Olympischen Winterspielen 2014 gemeinsam mit Humphries die Goldmedaille im Zweierbob verteidigen. Daraufhin wurde sie vom Kanadischen Nationalen Olympischen Komitee gemeinsam mit ihrer Pilotin zum Fahnenträger bei der Abschlussveranstaltung ausgewählt. Anschließend beendete sie ihre Karriere, kehrte jedoch in der Saison 2017/18 als Anschieberin von Alysia Rissling auf die Bobbahn zurück. Bei den Olympischen Winterspielen 2018 erreichte das Team den sechsten Platz.

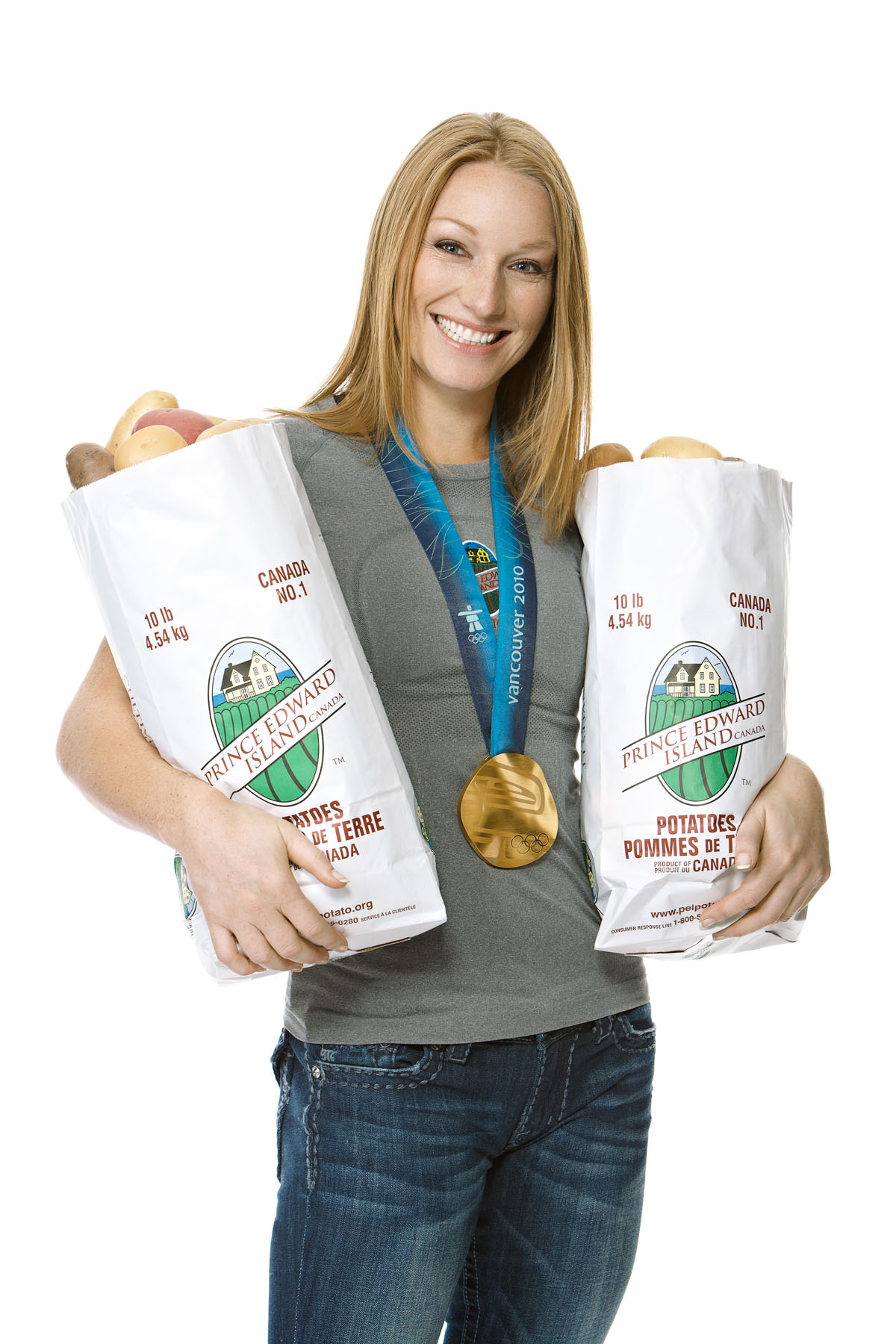
Heather Moyse in ihrer Rolle als Markenbotschafterin

Moyse studierte an der University of Waterloo Bewegungswissenschaften und schloss mit dem Bachelor ab. Anschließend machte sie 2007 ihren Master in Ergotherapie an der University of Toronto. Sie lebt in Toronto. 2006 wurde sie Sportlerin der Prince Edward Island und mit dem Prince Edward Island Lieutenant Governor’s Award und dem Bill Halfpenny Award ausgezeichnet. Neben ihrer Sportkarriere arbeitet Moyse als Markenbotschafterin für Prince Edward Island Potatoes.